# Daniella Westbrook
Danniella Westbrook es una actriz inglesa, más conocida por haber interpretado a Samantha Mitchell en EastEnders.

## Biografía
Es hija de Andrew y Susan Maynard-Westbrook, tiene un medio hermano mayor llamado Justin Drew, una media hermana menor, Georgia Elizabeth y un hermano menor Andrew Jay Westbrook.
Es muy buena amiga de las actrices Barbara Windsor, Letitia Dean, Patsy Palmer y Martine McCutcheon.
Entre 1998 y 2001, fue adicta a la cocaína. En 2000 se puso implantes de seno para aumentar el tamaño; sin embargo. en 2002 tuvo que someterse a cirugía cuando uno de los implantes se rompió. 
Salió con Nick Jacobs. En 1991 comenzó a salir con el cantante Brian Harvey, pero la relación terminó en 1995. Salió con Robert Fernández, con quien tuvo un hijo, Kai Jordan Westbrook (23 de noviembre de 1996); sin embargo, poco después se separaron. En 1998 la pareja estuvo envuelta en un accidente automovilístico en donde Danielle sufrió varias heridas faciales, un ojo dislocado y su nariz se desfiguró; sin embargo, después de entrar en cirugía mejoró. En octubre de 1998, se casó con el conductor Ben Morgan después de salir por ocho semanas; sin embargo, el matrimonio terminó en julio de 1999. El 27 de diciembre de 2001, se casó con el empresario multimillonario Kevin Jenkins, con quien tuvo una hija, Jodie B. Jenkins (5 de septiembre de 2001). En enero de 2014, se anunció que Daniella y Kevin se habían separado después de doce años de matrimonio. En 2014 comenzó a salir con Tom Richards (quien es 16 años menor que ella), la pareja se comprometió después de salir por dos meses, pero poco después terminaron. En 2015 comenzó a salir con George Arnold  (19 años menor que ella); sin embargo la relación terminó en 2016.

## Carrera
El 12 de julio de 1990, se unió al elenco de la exitosa serie británica EastEnders, donde interpretó a Samantha Mitchell hasta 1993; posteriormente regresó a la serie entre 1995 y 1996, de nuevo regresó a la serie entre 1999 y 2000, y más tarde regresó de nuevo en septiembre de 2009 y su última aparición fue el 21 de septiembre de 2010.
En 2003 se unió al elenco de la segunda temporada del programa I'm a Celebrity, Get Me Out of Here!, sin embargo quedó en el noveno lugar después de que decidiera abandonar el programa porque extrañaba a sus hijos. En 2006 concursó en el programa The Weakest Link, aunque perdió en la final, Daniella se llevó £5,025 para caridad.
En 2010 compitió durante la quinta temporada del programa Dancing on Ice junto al patinador profesional Matthew González; la pareja quedó en cuarto lugar. En 2013 apareció como invitada en la serie británica Hollyoaks, donde interpretó a Trudy Ryan; su última aparición fue el 18 de abril del mismo año.

## Filmografía

### Series de televisión
| Año                                                      | Título                | Personaje         | Notas         |
| -------------------------------------------------------- | --------------------- | ----------------- | ------------- |
| 1990 - 1993, 1995 - 1996, 1999 - 2000, 2009 - 2010, 2016 | EastEnders            | Samantha Mitchell | 325 episodios |
| 2013                                                     | Hollyoaks             | Trudy Ryan        | 16 episodios  |
| 1993 - 1994                                              | Frank Stubbs Promotes | Dawn Dillon       | 13 episodios  |

### Película
| Año | Título                   | Personaje | Notas |
| --- | ------------------------ | --------- | ----- |
| -   | Entertaining Mr. Simpson | -         | -     |

### Apariciones
| Año         | Programa                             | Notas                                  |
| ----------- | ------------------------------------ | -------------------------------------- |
| 2010        | Dancing on Ice                       | concursante - 24 episodios             |
| 2010        | Dancing on Ice Friday                | 9 episodios                            |
| 2005 - 2006 | Ghost Towns                          | 19 episodios                           |
| 2006        | The Weakest Link                     | concursante                            |
| 2006        | The Wright Stuff                     | panelista invitada                     |
| 2003        | I'm a Celebrity, Get Me Out of Here! | concursante - episodio # 2.3           |
| 1998        | This Morning                         | reportera - episodio del 21 de octubre |

### Escritora
| Año  | Libro                     | Notas         |
| ---- | ------------------------- | ------------- |
| 2006 | The Other Side Of Nowhere | autobiografía |

### Videos musicales
| Año  | Grupo | Canción           | Notas                |
| ---- | ----- | ----------------- | -------------------- |
| 1989 | Queen | The Invisible Man | apareció en el video |